# Scopula nostima
Scopula nostima là một loài bướm đêm trong họ Geometridae.